# Sodomie en droit français
En droit français, la sodomie a été interdite sous l'Ancien Régime, où elle constitue un crime punissable de la peine de mort, jusqu'à la Révolution, où elle disparaît en 1791 lors de la rédaction du code pénal.

## Histoire

### Ancien Régime

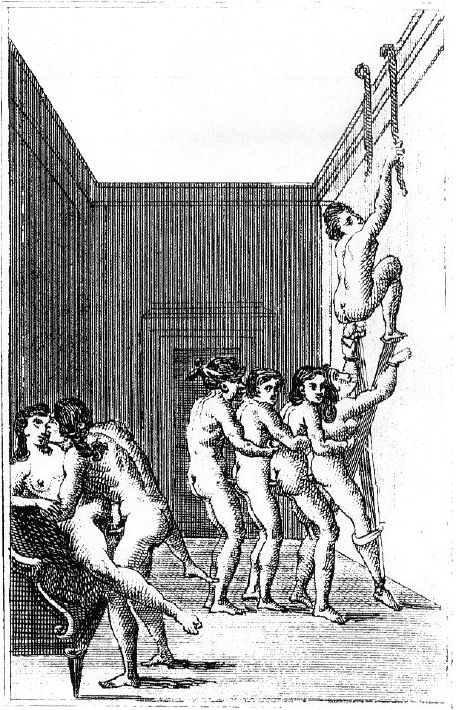
Scène de sodomie de groupe, illustration de La Nouvelle Justine ou les Malheurs de la vertu du marquis de Sade.

Sous l'Ancien régime, le concept de sodomie, tirant son nom de l'épisode biblique de la destruction de Sodome et Gomorrhe, désigne de manière générale les pratiques sexuelles non-reproductives, parmi lesquelles non seulement le sexe anal mais aussi la masturbation, le sexe oral, y compris au sein du mariage, ou même la zoophilie.
Dans le domaine judiciaire, en revanche, le terme vise particulièrement l'homosexualité masculine, décrite durant les procès par des termes négatifs tels que « abominable », « dépravé », « infâme », « odieux » ou encore « scandaleux ». Ainsi, plusieurs recueils de droits coutumiers du Moyen Âge assimilent la sodomie à la bougrerie (terme qui désigne les actes homosexuels à partir du XIVe siècle) et le manuel Les lois criminelles de France de Pierre Muyart de Vouglans, au XVIIIe siècle dit que « Ce crime est connu autrement sous le nom de pédérastie. »
Le terme est cependant parfois appliqué à d'autres transgressions, par exemple dans le cas de Marin Le Marcis, originellement Marie Le Marcis, qui vivait habillée en homme et épousa une femme, avant d'être condamnée au bûcher en 1601 pour travestissement, crime de sodomie et luxure abominable. De manière générale, « l’accusation de sodomie visait une forme d’acte sexuel et non une catégorie de personnes : ainsi même si du Moyen Âge au XVIIIe siècle des homosexuels en furent victimes, les lois sur la sodomie pouvaient s’appliquer à des relations hétérosexuelles, à la bestialité et même de manière beaucoup plus vague à l’hérésie et à la trahison »
Au XVIIIe siècle, à Paris, deux policiers sont chargés à partir de 1715 de s'occuper des sodomites
parisiens, une situation notée par l'historien Michel Rey comme « particulière à Paris : il n'y aurait pas de provocateurs ailleurs (à Rouen et en Bretagne, par exemple.) », Cela est dû au fait que Paris possède une subculture homosexuelle spécifique, comme Londres ou Amsterdam. Le but premier de cette surveillance n'est pas l'élimination de ces subcultures mais la prévention du désordre social, ainsi que la protection de la jeunesse, dans une ville où les jeunes garçons circulent seuls tôt.

### Abolition

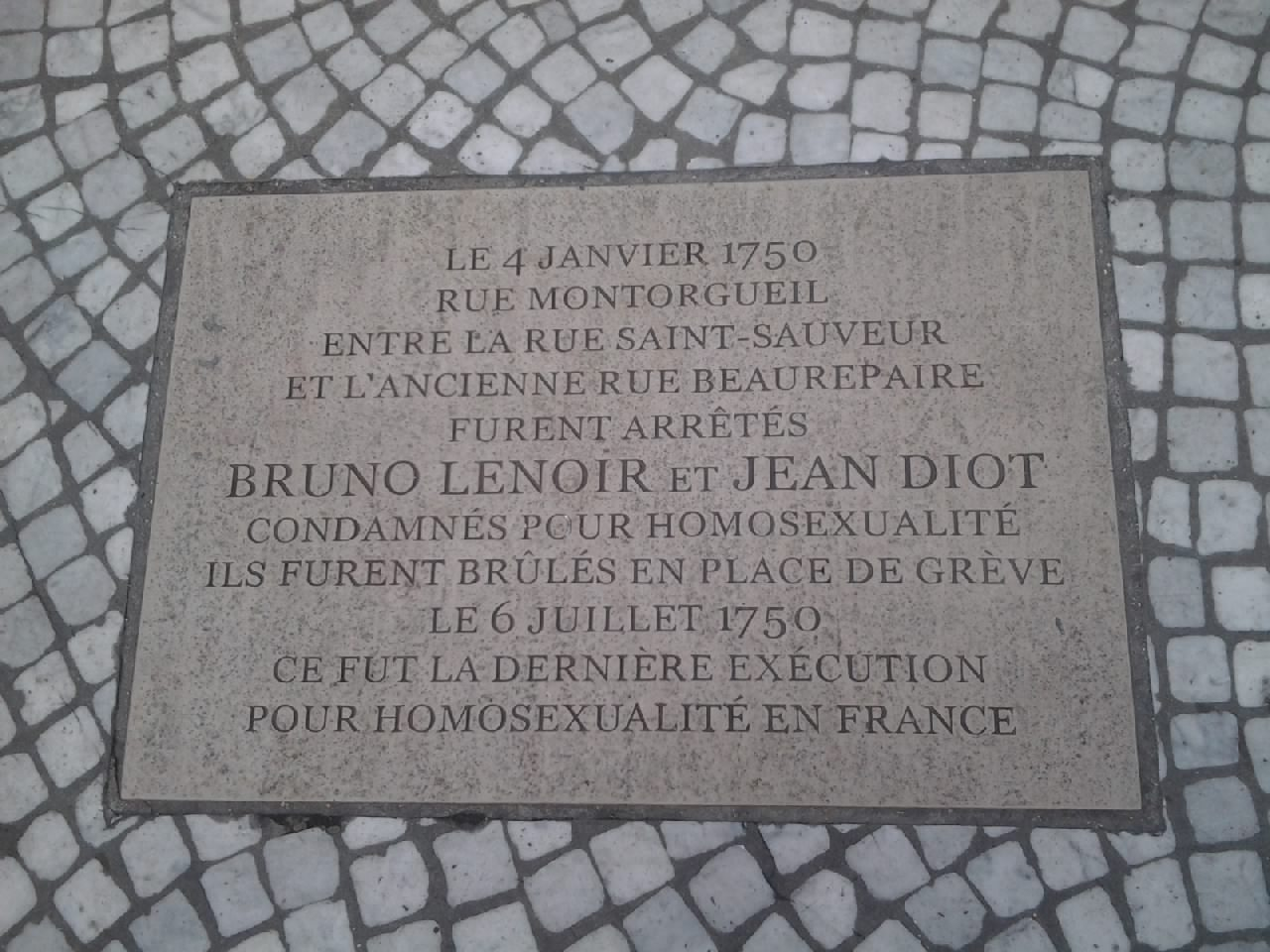
Plaque commémorative devant le 67 rue Montorgueil (Paris 2e). Juin 2016.

Le crime de sodomie est déjà très rarement appliqué déjà avant la Révolution française (il l'est pour la dernière fois en 1750 envers Jean Diot et Bruno Lenoir, qui ont été arrêtés pour sodomie sur la voie publique à Paris en janvier de la même année et étranglés puis brûlés le 6 juillet en place de Grève), et apparaît ensuite comme une relique de l'absolutisme.
Il disparaît lors de la rédaction du code pénal de 1791, qui se pose en rupture par rapport aux lois antérieures :

« Le Code pénal de 1791, en effet, rompt avec l’Ancien Régime et les « crimes imaginaires » dénoncés par le rapporteur, Louis-Michel Lepeletier de Saint-Fargeau. Il est donc expurgé des crimes jugés par les défuntes officialités tels le sacrilège, le blasphème, la sodomie, la bestialité, le suicide et l’inceste. »

— Anne-Marie Sohn, Compte-rendu de Fabienne Giuliani, Les liaisons interdites. Histoire de l’inceste au XIXe siècle
Le rapporteur de la loi, Louis-Michel Lepeletier de Saint-Fargeau, affirme en effet que le Code pénal n’a mis hors-la-loi que les « vrais crimes », et non pas les « délits factices, créés par la superstition, la féodalité, la fiscalité et le despotisme ». L'absence de la mention de la sodomie ou de tout autre terme désignant les rapports homosexuels, fonde ainsi la dépénalisation de l'homosexualité en France.